# Waterford Regional Sports Centre
El Waterford Regional Sports Centre es un estadio multiusos situado en la ciudad de Waterford, en la República de Irlanda. El estadio fue inaugurado en 1993 y es el campo del Waterford United, un club que juega en la Liga irlandesa de fútbol. El recinto posee una capacidad para 3100 personas.
El estadio en sí se constituye de dos tribunas. La primera llamada Cork Road West posee una capacidad de 1275 asientos y fue inaugurada en mayo de 1996, y la segunda, llamada Kilbarry, ofrece 1760 asientos y fue inaugurada en mayo de 2008. Hay proyectos relacionados para una ampliación de la planta para hacerla llegar a una capacidad total de 5000 plazas, totalmente asentados.
En campo posee una pista de atletismo completamente resistente al agua y adecuado para todas las condiciones climáticas.
En septiembre de 2009, se llevó a cabo en el estadio la final de la Copa de la Liga de Irlanda entre el Bohemian FC y el equipo local. El triunfo fue para el primero por 3-1.